# Hearst-papyrusen

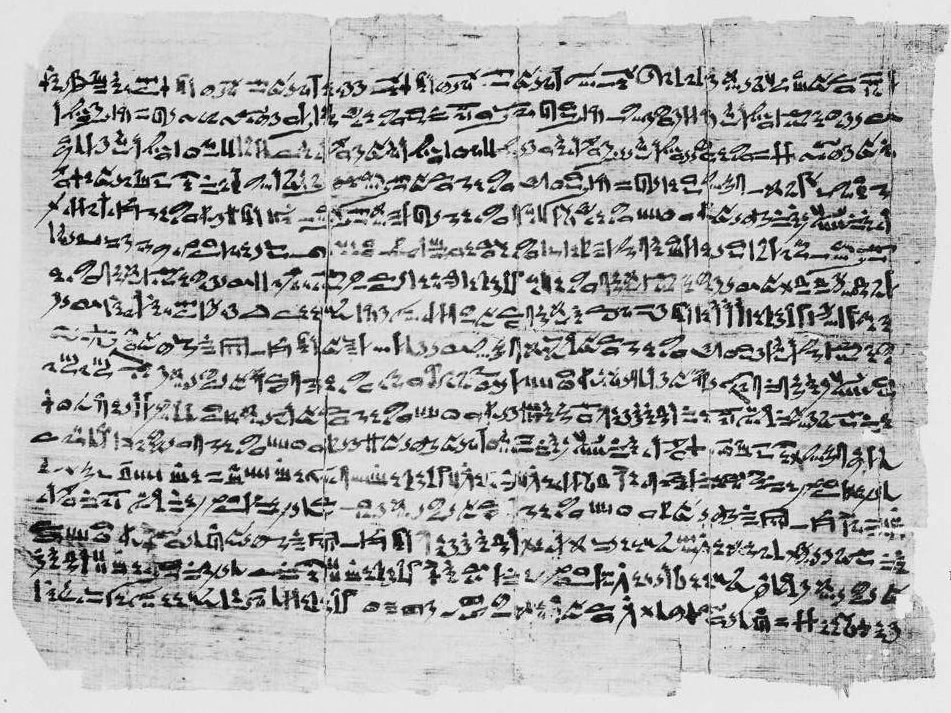
Hearst-papyrusen.

Hearst-papyrusen (Papyrus Hearst) är ett papyrusfynd från antikens Egypten och innehåller några av de äldsta bevarade skrifter om medicin. Manuskriptet dateras till cirka 1550-talet f.Kr. och förvaras idag på Bancroft Library vid University of California i Berkeley.

## Manuskriptet
Hearst-papyrusen är en delvis fragmenterad papyrusrulle med en storlek är cirka 350 × 17 cm.
Manuskriptet är en samlingsskrift och omfattar 18 ark med 260 kapitel, 96 av dessa beskrivningar återfinns även i Ebers-papyrusen.
Papyrusen innehåller bl. a. texter om sjukdomar och behandlingar i urinvägarna, hjärtat och blodsystemet, mag-tarmsystemet, smärtor, tandbesvär, hudåkommor och djurbett samt sårvård. Det finns även ett avsnitt om skelettåkommor.
Vidare listas behandlingar mot kroppslukt och hårbesvär, texten innehåller även en del trollformler som skulle användas tillsammans med behandlingen.
Texten är skriven i hieratisk skrift och manuskriptet dateras till cirka 1550 f. Kr. under Egyptens artonde dynasti kring Thutmosis IIIs regeringstid.

## Historia
Papyrusrullen upptäcktes 1901 kring Deir el-Ballas cirka 30 km norr om Thebe i södra Egypten under utgrävningar i University of Californias regi. Utgrävningarna var till stor del finansierade av William Randolph Hearst och papyrusen namngavs efter dennes mor Phoebe Apperson Hearst.
Manuskriptet är ett av de bevarade Fornegyptiska medicinska papyri.
1905 publicerade amerikanske George Andrew Reisner en beskrivning i boken "The Hearst medical papyrus".
1912 publicerade tyske Walter Wreszinski den första kompletta översättningen Der Londoner medizinische Papyrus und der Papyrus Hearst i boken "Die Medizin der alten Ägypter" del II.
Vissa forskare anser att manuskriptet även bekräftar ett vulkaniskt nedfall över Egypten, närmare bestämt från vulkanutbrottet på ön Santorini under tidiga bronsåldern. Liknande beskrivningar återfinns även i London-papyrusen, Carlsberg VIII-papyrusen och Ramesseum papyri.
Manuskriptets arkivnummer på Bancroft Library är P. Hearst I-16 - P. Hearst XV-13.